# Marcantonio Maffei
Marcantonio Maffei (auch Marco Antonio Maffei; * 29. November 1521 in Bergamo; † 22. August 1583 in Rom) war ein italienischer Geistlicher, Erzbischof von Chieti und Kardinal der Römischen Kirche.

## Leben
Geboren als drittes von acht Kindern des Girolamo Maffei und dessen Ehefrau Antonia Mattei, war er der Bruder des Kardinals Bernardino Maffei, Onkel der Kardinäle Orazio Maffei und Marcello Lante sowie Großonkel von Kardinal Gregorio Naro. Er studierte an der Universität Ferrara, die er im September 1547 mit der Promotion zum Doctor iuris utriusque abschloss. Er wurde in den Klerus der Diözese Rom inkardiniert und wurde 1549 Konsistorialanwalt, später Kanoniker der Lateranbasilika. Im Jahr 1552 war er Vizegouverneur von Viterbo.
Am 14. Juli 1553 wurde er zum Erzbischof von Chieti ernannt und folgte in diesem Amt seinem Bruder Bernardino nach. Um 1554 war er Referendar an den Tribunalen der Apostolischen Signatur und vom 27. September 1555 bis zum Jahr 1557 war er Gouverneur von Viterbo. Von 1560 bis zum Januar 1566 war er Vizegerent von Rom, danach bis 1570 Datar Seiner Heiligkeit. Papst Pius V. ernannte ihn zum Nuntius in Polen. Vor dem 14. Januar 1568 verzichtete er auf das Erzbistum Chieti und wurde am 29. Juli desselben Jahres mit dem Tod seines Bruders Achille Kanoniker der Vatikanischen Basilika. Im Oktober 1569 wurde er Päpstlicher Hausprälat.
Im Konsistorium vom 17. Mai 1570 erhob Papst Pius V. ihn zum Kardinal und verlieh ihm am 9. Juni desselben Jahres den Kardinalshut und als Kardinalpriester die Titelkirche San Callisto. Als Kardinal nahm Marcantonio Maffei am Konklave 1572 teil, bei dem Papst Gregor XIII. gewählt wurde. Marcantonio Maffei war von 1576 bis zu seinem Tode Präfekt der Kongregation für die Bischöfe und Regularen, unter Gregor XIII. war er zudem Präfekt der Apostolischen Breven.
Beigesetzt wurde er in der römischen Kirche Santa Maria sopra Minerva.